# Catedral de Västerås
A Catedral de Västerås (em sueco: Västerås domkyrka;  ouça a pronúncia), Vasteras, Västeras ou Vesteros,  é uma catedral luterana na cidade de Västerås, na província da Västmanland, na Suécia. Começou a ser construída no século XIII, tendo sofrido modificações até ao século XIX, e mostrando atualmente um acentuado estilo neogótico. A sua torre principal tem 92 metros de altura.